# Anton Leopold Herrmann
Anton Leopold Herrmann (* 1819; † 26. Dezember 1896 in Ujarad, deutsch Neuarad, Königreich Ungarn, Österreich-Ungarn) war ein rumäniendeutscher Kirchenmusiker und Komponist.

## Leben
Herrmann wirkte von 1845 bis zu seinem Tod als Lehrer und Kantor in Neuarad. Von ihm ist eine Abschrift des banatschwäbischen Marienliedes Marienblume (Es blüht der Blumen eine) von etwa 1845 erhalten, die eine der ältesten Quellen für dieses Lied darstellt. Abschriften von Johann Sebastian Bachs Aria Mein gläubiges Herze frohlocke aus der Pfingstkantate und eines Werkes von Vincens Maschek aus der Feder Herrmanns belegen die Aufführung dieser Werke unter seiner Leitung in Neuarad. Für eine Wallfahrt nach Maria Radna stellte er 1846 ein Liederbuch zusammen. An eigenen Kompositionen Herrmanns wurden bislang ein Offertorium für Bass und Orchester, zwei Tantum ergo sowie ein Laudate Dominum für Sopran, Alt, Tenor, Bass und Orchester bekannt.